# Olli Määttä
Pour les articles homonymes, voir Määttä.
Olli Määttä (né le 22 août 1994 à Jyväskylä en Finlande) est un joueur professionnel finlandais de hockey sur glace. Il évolue au poste de défenseur.

## Biographie

### Carrière en club
Formé au JYP Jyväskylä, il débute en senior avec le D Team dans la Mestis, le deuxième niveau national en 2010. Il est choisi en première position de la sélection européenne 2011 de la Ligue canadienne de hockey par les Knights de London. Il part alors en Amérique du Nord et débute dans la Ligue de hockey de l'Ontario. Il est sélectionné au premier tour en vingt-deuxième position par les Penguins de Pittsburgh lors du repêchage d'entrée dans la LNH 2012. Les Knights remportent la Coupe J.-Ross-Robertson 2012 et 2013. Il passe professionnel avec les Penguins de Wilkes-Barre/Scranton dans la Ligue américaine de hockey en 2013.
Le 3 octobre 2013, il joue son premier match dans la Ligue nationale de hockey avec les Penguins face aux Devils du New Jersey. Il sert ses deux premières assistances le 8 octobre face aux Hurricanes de la Caroline. Le 19 octobre, il marque son premier but face aux Canucks de Vancouver.
Le 27 octobre 2014, il est annoncé que Määttä doit subir une opération chirurgicale pour enlever une tumeur à la glande thyroïde, tumeur qui a de grandes chances d'être cancéreuse. La masse a été détectée par le personnel médical des Penguins au cours des tests physiques au camp d’entraînement. Cette opération doit le tenir à l’écart du jeu pendant 4 semaines après la chirurgie. Finalement, il est opéré le 4 novembre et revient au jeu dès le 18 novembre, à la suite d'une récupération très rapide,. Le 6 décembre, Määttä se blesse à nouveau à l'épaule qui a été opéré durant l'inter-saison, ce qui lui fait manquer 16 matchs avant que l'équipe n'annonce le 13 janvier 2015 la fin de sa saison. Il devra en effet être à nouveau opéré pour réparer son épaule, alors qu'il est également diagnostiqué avec les oreillons (à la suite de l'épidémie de 2014-2015).
La saison 2015-2016 suivante, il subit une blessure très impressionnante lors d'une charge dans le dos par Nino Niedrreiter qui l'envoie contre la bande, devant le banc du Wild du Minnesota, dont la porte n'était pas fermée avec un loquet. Cette dernière s'ouvre sous l'impact et il entre en contact dans l'angle créé. Même s'il doit être porté pour sortir, il ne souffrira que d'une déchirure musculaire et des tissus mous, manquant 4 semaines de jeu. La même année, alors que les Penguins sont en série éliminatoire, Brooks Orpik le charge en retard et à la tête, ce qui lui vaut une suspension de trois matchs. Määttä revient au jeu quelques matchs plus tard et termine la série, jouant jusqu'à la finale qui lui permet de remporter sa première Coupe Stanley.
La saison suivante, il manque 6 semaines à cause d'une main cassée lors du match du 17 février contre les Jets de Winnipeg, manquant 24 matchs. Il joue les séries éliminatoires pour remporter la seconde Coupe Stanley de sa carrière.
Le 1er avril 2018, il joue son 300e match en LNH. Pour la première fois depuis longtemps, il joue les 82 matchs de la saison régulière et enregistre 29 points, le meilleur score de sa carrière.
Le 15 juin 2019, il est échangé aux Blackhawks de Chicago en retour de Dominik Kahun et d'un choix de 5e ronde en 2019.
Après une seule saison avec les Blackhawks, il est transigé aux Kings de Los Angeles contre l'attaquant Brad Morrison, le 4 octobre 2020.

### Carrière en équipe nationale
Il représente la Finlande en sélections jeunes.

## Statistiques

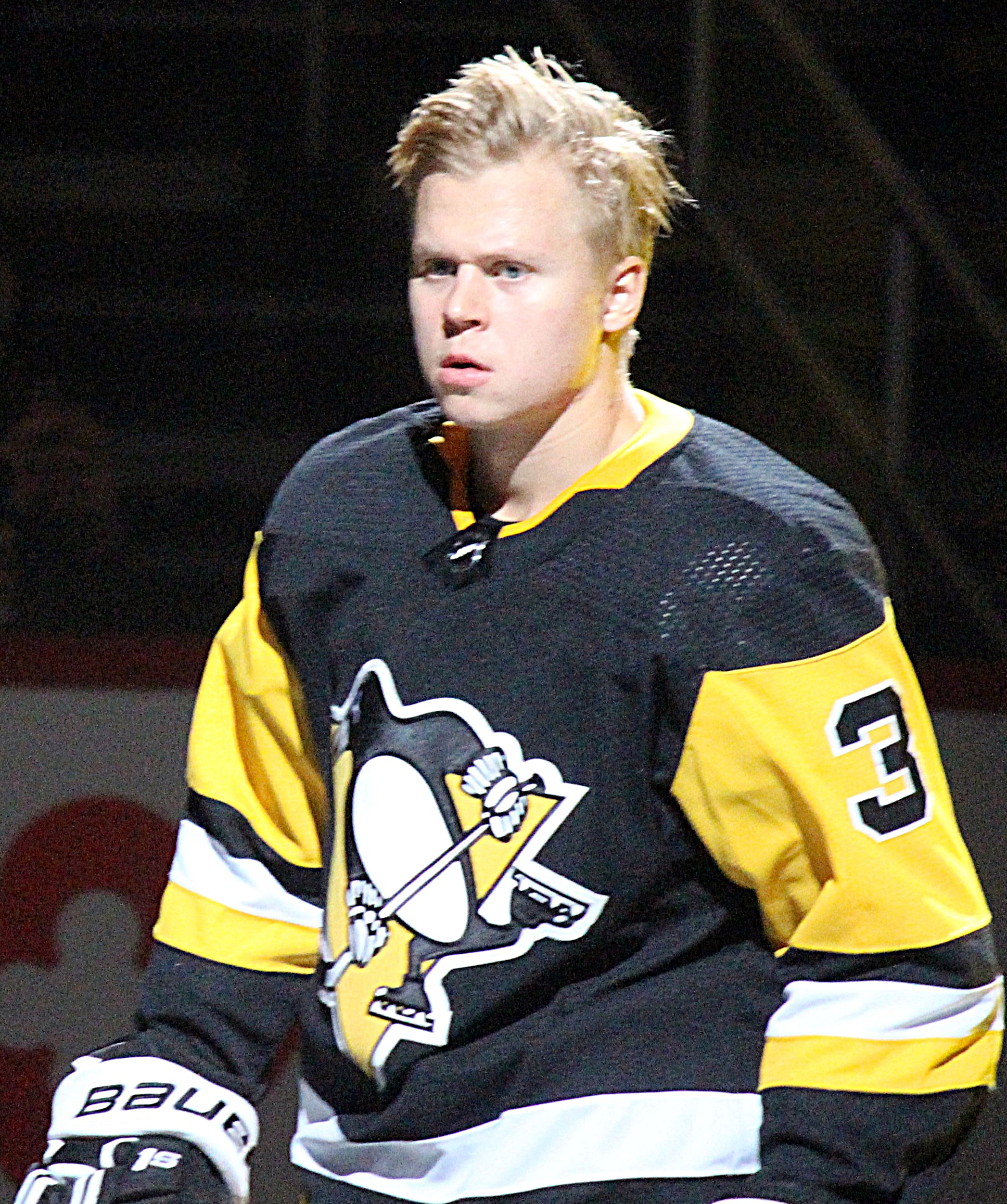
Määttä en 2017.

### En club
| Saison     | Équipe                            | Ligue          |     | Saison régulière | Saison régulière | Saison régulière | Saison régulière | Saison régulière |   | Séries éliminatoires | Séries éliminatoires | Séries éliminatoires | Séries éliminatoires | Séries éliminatoires |
| Saison     | Équipe                            | Ligue          | PJ  | B                | A                | Pts              | Pun              | PJ               | B | A                    | Pts                  | Pun                  |                      |                      |
| 2010-2011  | D Team                            | Mestis         | 23  | 1                | 5                | 6                | 6                | -                | - | -                    | -                    | -                    |                      |                      |
| 2010-2011  | Suomi U20                         | Mestis         | 2   | 0                | 2                | 2                | 2                | -                | - | -                    | -                    | -                    |                      |                      |
| 2011-2012  | Knights de London                 | LHO            | 58  | 5                | 27               | 32               | 25               | 19               | 6 | 17                   | 23                   | 2                    |                      |                      |
| 2012       | Knights de London                 | Coupe Memorial |     |                  |                  |                  |                  | 4                | 0 | 0                    | 0                    | 0                    |                      |                      |
| 2012-2013  | Knights de London                 | LHO            | 57  | 8                | 30               | 38               | 30               | 21               | 4 | 11                   | 15                   | 8                    |                      |                      |
| 2013       | Knights de London                 | Coupe Memorial |     |                  |                  |                  |                  | 5                | 0 | 2                    | 2                    | 0                    |                      |                      |
| 2012-2013  | Penguins de Wilkes-Barre/Scranton | LAH            | -   | -                | -                | -                | -                | 3                | 0 | 0                    | 0                    | 0                    |                      |                      |
| 2013-2014  | Penguins de Pittsburgh            | LNH            | 78  | 9                | 20               | 29               | 14               | 13               | 0 | 4                    | 4                    | 0                    |                      |                      |
| 2014-2015  | Penguins de Pittsburgh            | LNH            | 20  | 1                | 8                | 9                | 10               | -                | - | -                    | -                    | -                    |                      |                      |
| 2015-2016  | Penguins de Pittsburgh            | LNH            | 67  | 6                | 13               | 19               | 22               | 18               | 0 | 6                    | 6                    | 4                    |                      |                      |
| 2016-2017  | Penguins de Pittsburgh            | LNH            | 55  | 1                | 6                | 7                | 12               | 25               | 2 | 6                    | 8                    | 12                   |                      |                      |
| 2017-2018  | Penguins de Pittsburgh            | LNH            | 82  | 7                | 22               | 29               | 28               | 12               | 0 | 2                    | 2                    | 4                    |                      |                      |
| 2018-2019  | Penguins de Pittsburgh            | LNH            | 60  | 1                | 13               | 14               | 12               | 1                | 0 | 0                    | 0                    | 0                    |                      |                      |
| 2019-2020  | Blackhawks de Chicago             | LNH            | 65  | 4                | 13               | 17               | 20               | 9                | 3 | 3                    | 6                    | 4                    |                      |                      |
| 2020-2021  | Kings de Los Angeles              | LNH            | 41  | 0                | 4                | 4                | 6                | -                | - | -                    | -                    | -                    |                      |                      |
| 2021-2022  | Kings de Los Angeles              | LNH            | 66  | 1                | 7                | 8                | 10               | 7                | 0 | 0                    | 0                    | 0                    |                      |                      |
| 2022-2023  | Red Wings de Détroit              | LNH            | 78  | 6                | 17               | 23               | 14               | -                | - | -                    | -                    | -                    |                      |                      |
| 2023-2024  | Red Wings de Détroit              | LNH            | 72  | 4                | 14               | 18               | 14               | -                | - | -                    | -                    | -                    |                      |                      |
| 2024-2025  | Red Wings de Détroit              | LNH            | 7   | 0                | 0                | 0                | 0                | -                | - | -                    | -                    | -                    |                      |                      |
| 2024-2025  | Club de hockey de l'Utah          | LNH            | 70  | 2                | 16               | 18               | 16               | -                | - | -                    | -                    | -                    |                      |                      |
| Totaux LNH | Totaux LNH                        | Totaux LNH     | 761 | 42               | 153              | 195              | 178              | 85               | 5 | 22                   | 27                   | 24                   |                      |                      |

### En équipe nationale
| Année | Équipe           | Compétition                  |    | PJ | B | A | Pts | Pun | +/-                |  | Résultat |
| 2011  | Finlande -18 ans | Championnat du monde -18 ans | 6  | 1  | 3 | 4 | 0   | +4  | 5e place           |  |          |
| 2011  | Finlande junior  | Championnat du monde junior  | 6  | 0  | 0 | 0 | 0   | 0   | 6e place           |  |          |
| 2012  | Finlande junior  | Championnat du monde junior  | 1  | 0  | 0 | 0 | 0   | -2  | 8e place           |  |          |
| 2013  | Finlande junior  | Championnat du monde junior  | 5  | 1  | 2 | 3 | 2   | 0   | 7e place           |  |          |
| 2014  | Finlande         | Jeux olympiques              | 6  | 3  | 2 | 5 | 0   | +1  | Médaille de bronze |  |          |
| 2016  | Finlande         | Coupe du monde               | 3  | 0  | 0 | 0 | 0   | -1  | 8e place           |  |          |
| 2021  | Finlande         | Championnat du monde         | 10 | 0  | 2 | 2 | 0   | +1  | Médaille d'argent  |  |          |
| 2023  | Finlande         | Championnat du monde         | 8  | 0  | 5 | 5 | 0   | +1  | 7e place           |  |          |
| 2024  | Finlande         | Championnat du monde         | 8  | 1  | 2 | 3 | 2   | +1  | 8e place           |  |          |
| 2025  | Finlande         | Confrontation des 4 nations  | 3  | 0  | 2 | 2 | 2   | 0   | 4e place           |  |          |

## Trophées et honneurs personnels

### Ligue de hockey de l'Ontario
- 2011-2012 : nommé dans la première équipe des recrues

### Ligue nationale de hockey
- 2015-2016 : remporte la coupe Stanley avec les Penguins
- 2016-2017 : remporte la coupe Stanley avec les Penguins